# 波罗的海
波罗的海（直译：「东海」）是中欧和北欧之间的陆间海，也是大西洋的一片陆缘海，海域横贯北纬53度至北纬66度，东经10度至东经30度，介于斯堪的纳维亚半岛的瑞典部分、欧洲大陆和芬兰诸岛之间。波羅的海的沿岸地區是波羅的地區。
波罗的海由厄勒海峡、大贝尔特海峡和小贝尔特海峡注入卡特加特海峡，而后者则通过斯卡格拉克海峡注入北海，最后进入大西洋；此外它还通过白海运河同白海相连，通过基尔运河同北海相连。
波罗的海在北端与波的尼亚湾相邻，在东北端与芬兰湾相邻，在东端与里加湾相邻。这些海湾同样可以被看作是波罗的海的一部分。

## 名称
塔西陀根据日耳曼民族苏维汇人将之称作“苏维汇海”（Mare Suebicum），而第一个将之称作“波罗的海”（Mare Balticum）的则是11世纪德意志编年史家不莱梅的亚当。“波罗的海”一名的来源没有定论，它可能与日耳曼词汇有关，指代两条贝尔特海峡，但也有人认为它来源于拉丁语词汇（腰带），不过值得注意的是贝尔特海峡的名称可能也与丹麦语中的有关，其含义同样是“腰带”。不莱梅的亚当将海域比作一条腰带，因为它横贯陆地，就如一条腰带一般（Balticus, eo quod in modum baltei longo tractu per Scithicas regiones tendatur usque in Greciam）。他也可能是受到了老普林尼作品《博物志》中的一座传奇岛屿的影响——普林尼提到了一座名为波罗的亚（或）的岛屿，并参引了皮西亚斯和色诺芬的言论，他指的可能是皮西亚斯在自己作品中提到的一座名叫巴西利亚（Basilia，意为王国）的岛屿。“波罗的亚”也有可能来源于“腰带”一词。另一种说法是这一岛屿的名称来自于原始印欧语词根*bhel，意为“白，美好”。这一词根及其基本含义在立陶宛语（baltas）和拉脱维亚语（balts）中得到了保留，由此人们提出了海域的名称来源于一种波罗的语族语言的假说。
在中世纪这一海域称谓众多，“波罗的海”一名在1600年之后才成为主流，而以此来指代其东部地区的用法在19世纪才得到使用。

### 其他语言中的名称
在古代文献中，波罗的海被称作“苏维汇海”（Mare Suebicum）或“日耳曼海”（Mare Germanicum）。在不同的语言中，它被称为“东海”、“西海”或“波罗的海”：
- “波罗的海”——英语（Baltic Sea）；波罗的语族语言如拉脱维亚语（Baltijas jūra）和立陶宛语（Baltijos jūra）；拉丁语（Mare Balticum）及罗曼语族语言如法语（Mer Baltique）、意大利语（Mar Baltico）、葡萄牙语（Mar Báltico）、罗马尼亚语（Marea Baltică）和西班牙语（Mar Báltico）；希腊语（Βαλτική Θάλασσα）；阿尔巴尼亚语（Deti Balltik）；威尔士语（Y Môr Baltig）；斯拉夫语族语言如波兰语（或）、捷克语（或）、克罗地亚语（Baltičko more）、斯洛文尼亚语（Baltsko morje）、保加利亚语（Балтийско море）、卡舒比语（Bôłt）、马其顿语（Балтичко Море）、乌克兰语（Балтійське море）、白俄罗斯语（Балтыйскае мора）、俄语（Балтийское море）及塞尔维亚语（Балтичко море）。
- 在除英语之外的日耳曼语族语言中称“东海”——南非语（Oossee）、丹麦语（Østersøen）、荷兰语（Oostzee）、德语（Ostsee）、冰岛语和法罗语（Eystrasalt）、挪威语（Østersjøen）和瑞典语（Östersjön）。在古英语中它也称。
- 此外波罗地-芬兰语支语言芬兰语借译了瑞典语的表达，称即“东海”，忽视了其正确的地理方位（海域在芬兰西侧），但芬兰自中世纪至1809年是瑞典的一部分，因此可以理解。
- 另一种波罗地-芬兰语支语言爱沙尼亚语称之为“西海”（Läänemeri），在地理方位上是正确的（海域在爱沙尼亚西侧）。

## 历史

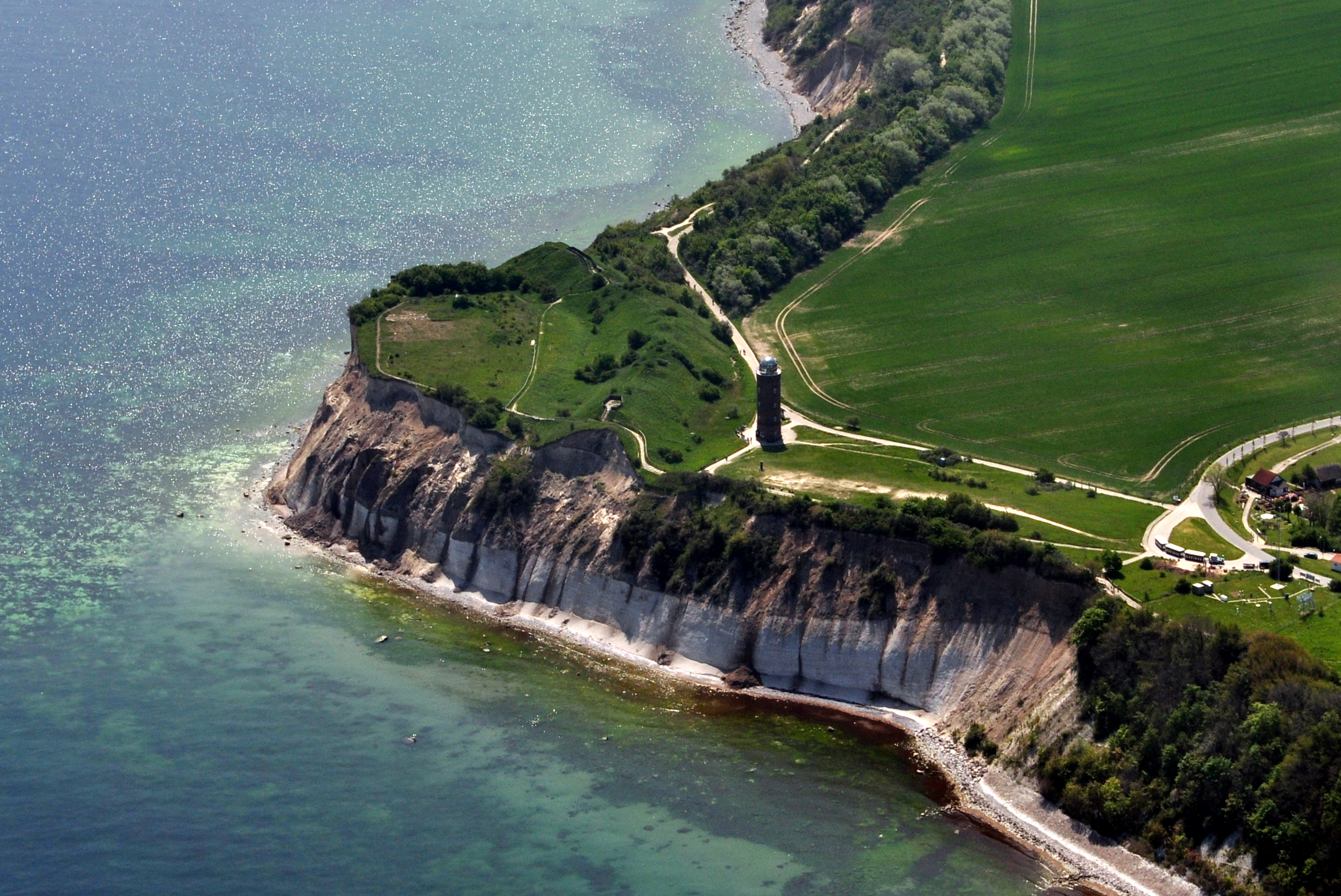
阿科纳角位于德国吕根岛，是基督教传播前斯拉夫人的圣地

在罗马帝国时期，波罗的海被称作“苏维汇海”（Mare Suebicum）或“萨尔马提亚海”（Mare Sarmaticum）。塔西陀在他公元98年的作品《阿古利可拉传》和《日耳曼尼亚志》中将春季的苏维汇海（以苏维汇人命名）称作是一片汽水海域，在此海冰破散，冰块漂浮。苏维汇人后来向西南迁徙，并在今日德国的莱茵兰地区定居了一段时间，后来此地被称作士瓦本。约达尼斯在他的作品《哥特史》中将这片海域称作“日耳曼海”（Mare Germanicum）。
自维京时期以来，斯堪的纳维亚人将之称作（“东湖”）。“东海”一名出现在了《挪威王列传》中。萨克索·格拉玛提库斯在《丹麦人的业绩》中提到了一个旧名，其中“-vik”在古诺尔斯语中意为“湾”，意味着维京人正确地将其定义为海洋的内延部分。

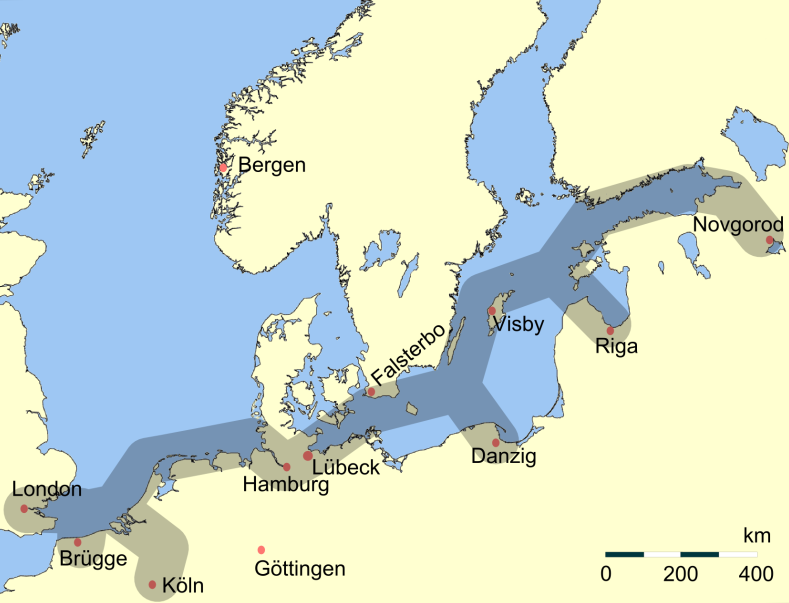
汉萨同盟的主要贸易路线

除了渔业之外，波罗的海同时还产琥珀，尤其是在南岸地区。沿岸国家传统上通过船运出口木材、松焦油、亚麻、麻和皮草。自中世纪早期，瑞典便开始出口铁矿和银矿，而波兰则仍有大量的盐矿。由此，波罗的海长久以来便是商运的要地。
在中世纪早期，诺尔斯人（斯堪的纳维亚人）在波罗的海区域建立起了庞大的贸易帝国，此后他们还与南岸的温德族部落争夺此区域的控制权，并且利用俄罗斯的河流进行贸易，一直深入到黑海和俄罗斯南部。这一由诺尔斯人统治的时代被称作维京时期。
波罗的海东岸的地区是欧洲最后皈依基督教的地区之一。北方十字军入侵时期，芬兰在12世纪被瑞典人转化，而现今的爱沙尼亚和拉脱维亚则在13世纪初被丹麦人和德意志人转化（宝剑骑士团）。条顿骑士团取得波罗的海南岸和东岸部分地区的控制权，并且在此建立了神权国家。立陶宛是全欧洲最后一个皈依基督教的国家。
12世纪，斯拉夫海盗活动在波美拉尼亚和普鲁士海岸十分猖獗。
自11世纪始，波罗的海的南岸和东岸为主要来自德意志的移民所定居，这一运动被称作东向移民运动（Ostsiedlung）,其他移民则来自尼德兰、丹麦和苏格兰。波拉比亚斯拉夫人逐渐为德意志人所同化。丹麦逐渐控制了波罗的海沿岸的大部分地区，直至在1227年的博尔恩赫费德战役中被击败，失去了大片领土。

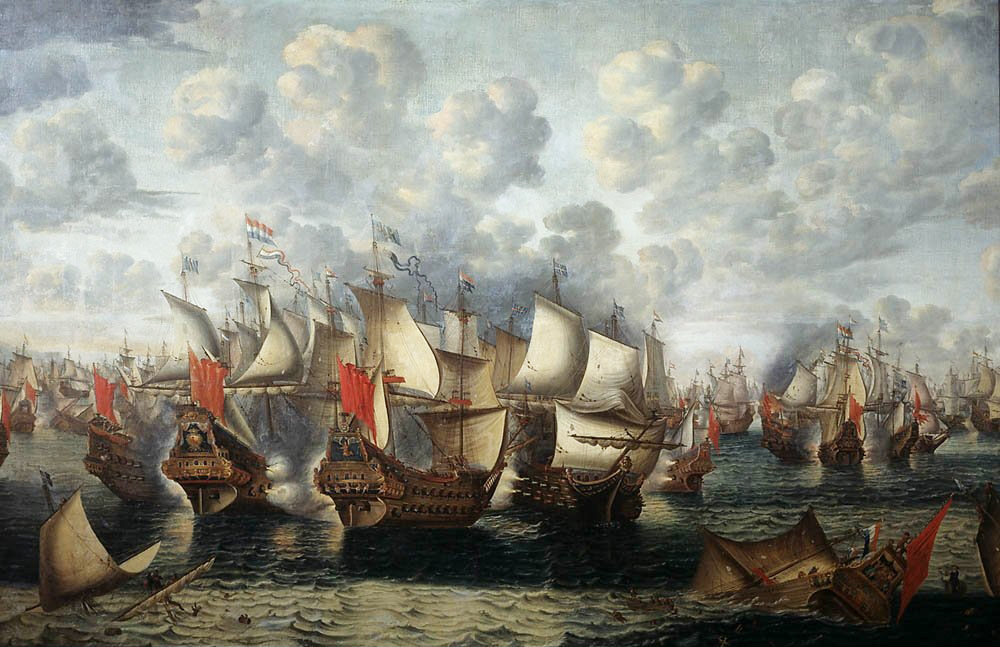
荷瑞战争中的海峡战役于1658年11月8日展开

13世纪至17世纪，由波罗的海和北海沿岸商业城市结成的汉萨同盟是北欧最强的经济力量。在16世纪和17世纪初，波兰、丹麦和瑞典为了波罗的海的霸权发动多场战争，最终瑞典基本控制了整个波罗的海。在这段时间内，瑞典将波罗的海称作“我们的波罗的海”（Mare Nostrum Balticum）。
然而到了17世纪，荷兰人统治了波罗的海的贸易。
18世纪，俄罗斯和普鲁士成为了波罗的海的首要力量。瑞典在大北方战争中的失败使俄罗斯拓展至波罗的海的东岸，由此俄罗斯成为了波罗的海的一大主导力量。
彼得大帝认识到了波罗的海的重要战略价值，决定在芬兰湾东端涅瓦河出海口建立新都圣彼得堡。波罗的海的贸易同时还延续到了北海地区，尤其是东英格兰和荷兰——这两个国家的商队对波罗的海的木材、焦油、亚麻和麻有一定需求。
在克里米亚战争时期，英国和法国的联合舰队攻击了波罗的海的俄国要塞，轰炸了守卫赫尔辛基的斯韦阿堡和守卫圣彼得堡的喀琅施塔得，并摧毁了奥兰群岛的博马松德。1871年德意志统一之后，整个波罗的海的南岸归属了德国。第一次世界大战局部在波罗的海开展。1920年后，波兰通过波兰走廊与波罗的海相连，并扩大了格丁尼亚港以同但泽自由市展开竞争。

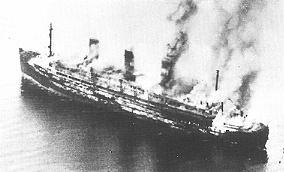
1945年5月3日，阿科纳角号遭到攻击。4,500名船上战俘中只有350人幸存

在第二次世界大战中，德国通过占领波兰和波罗的海国家重夺了整条南部海岸线和部分东部海岸。1945年，波罗的海成为了撤退士兵和难民的海上坟场。威廉·古斯特洛夫号邮轮的沉没仍是历史上最惨重的海难，近9,000人身亡。2005年，俄罗斯科学家在海底发现了超过5,000架二战时期的战机和战舰残骸及其他军需物品。
第二次世界大战结束后，包括苏联、英国和美国在内的许多国家在波罗的海处置化学武器，引起了环保方面的担忧。即使是在今日，渔民仍然会偶然发现化学材料：最近的赫尔辛基公约报告指出，2005年在波罗的海4次小规模发现化学武器，原料总重105千克（231磅），相比2003年有明显下降（25次，1,110千克（2,447磅））直至今日，美国政府仍然拒绝透露具体的处置地点。容器腐蚀导致芥子毒气和其他物质外泄，慢慢地污染了波罗的海的一部分。
1945年之后，德意志人被从奥德河-尼斯河线以东的所有地区驱逐出去，离散的波兰人和俄罗斯人得到居住之地。波兰获取了南岸的大部分地区，而苏联则通过加里宁格勒州获得了另一个出海口。同时，苏联还吞并了东岸的波罗的海国家。由此，波罗的海便产生了北约和华约两大阵营的分立。假如战争爆发，波兰海军将准备入侵丹麦诸岛。这一边界状况限制了贸易和旅行，直至1980年代后期共产主义政权在中欧和东欧崩溃才最终结束。
自2004年5月，波罗的海国家和波兰加入欧盟之后，欧盟几乎完全环绕了波罗的海。唯一不属于欧盟的海岸区域属于俄罗斯，即圣彼得堡地区、列宁格勒州和加里宁格勒州。
每年10月，冬季风暴降临这一海区，这导致了许多海难的发生，并使救援变得极端困难，例如1994年9月由塔林开往斯德哥尔摩的爱沙尼亚号渡轮海难导致了852人的丧生。由于波罗的海寒冷的咸淡水不适宜船蛆的生存，较古老的木制船骸例如瓦萨号往往能够得到良好的保存。

## 地理

### 地球物理学资料

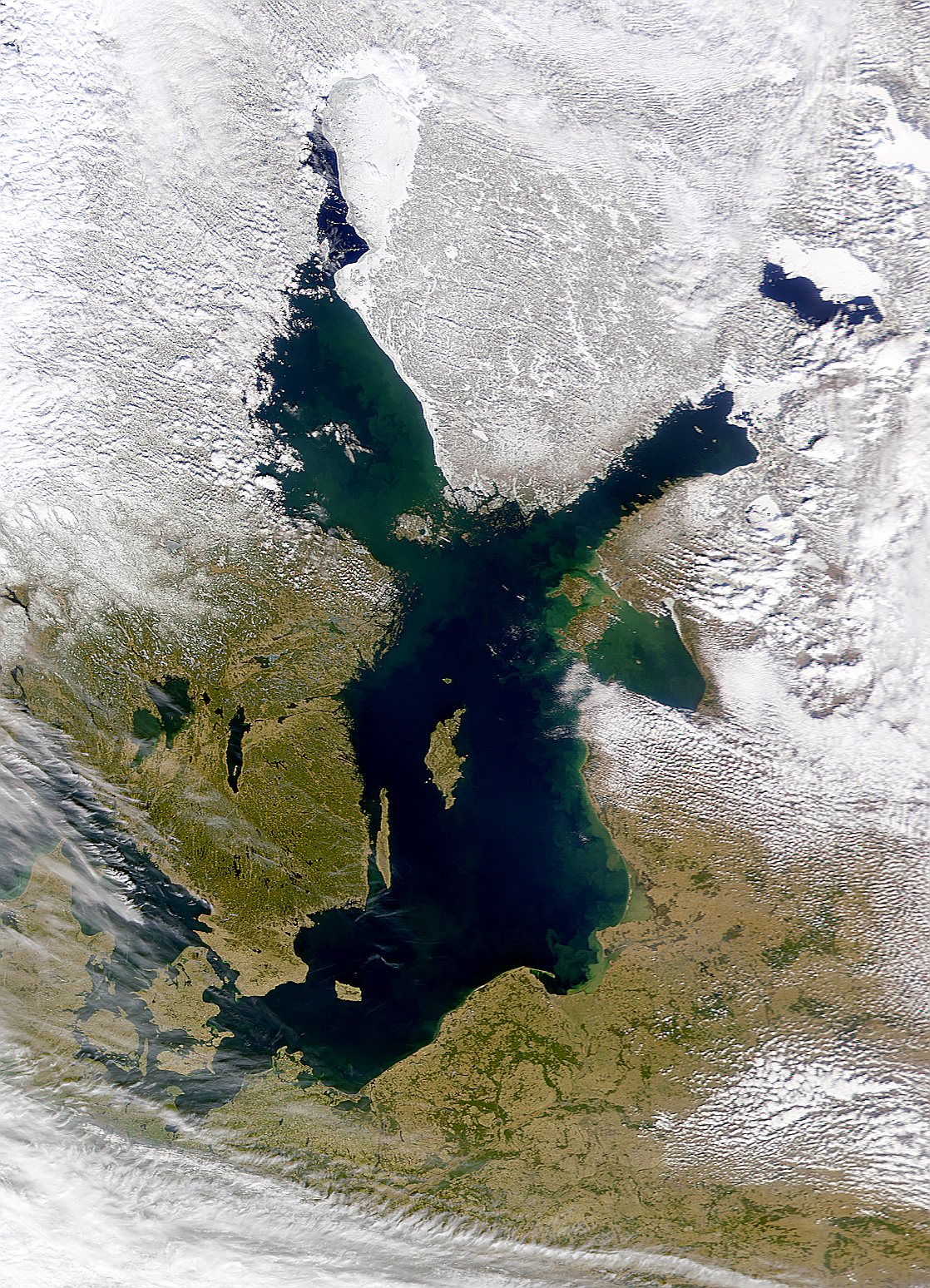
冬季的波罗的海

波罗的海是全球面积最大的汽水内陆海之一，其盆地由过去几个冰河时期的冰河侵蚀形成。
波罗的海长度约1,600公里（1,000英里），平均193公里（120英里）宽，平均55公尺（180英尺；30英寻）深，其中最深处位于其中心靠近瑞典方位，深度为459公尺（1,506英尺）。波罗的海表面积约37萬7000平方公里（145,522平方英里），水量约2萬0000立方公里（5040立方英里），海岸线长约8,000公里（5,000英里）

### 范围
国际海道测量组织定义的波罗的海范围如下：
与德国、丹麦、波兰、瑞典、芬兰、俄罗斯、爱沙尼亚、拉脱维亚和立陶宛海岸相邻，并由以下界线向东北方向延伸：
- 于小贝尔特海峡——连接法尔斯赫夫特（54°47′N 9°57.5′E / 54.783°N 9.9583°E）和维斯奈斯纳克（艾尔岛：54°49′N 10°26′E / 54.817°N 10.433°E）的界线；
- 于大贝尔特海峡——连接古尔斯塔夫（朗厄兰岛南端）和洛兰岛上的卡佩尔基尔克（54°46′N 11°01′E / 54.767°N 11.017°E）的界线；
- 于古尔德堡海峡——连接福林托内雷夫和斯克耶尔比（54°38′N 11°53′E / 54.633°N 11.883°E）的界线；
- 于厄勒海峡——连接斯蒂文斯灯塔（55°17′N 12°27′E / 55.283°N 12.450°E）和法尔斯特布点（55°23′N 12°49′E / 55.383°N 12.817°E）的界线。

### 分区

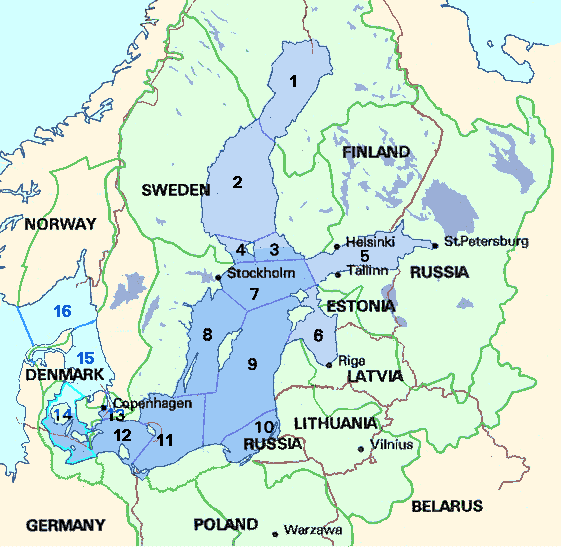
波罗的海的分区与盆地

波罗的海的北部称作波的尼亚湾，而其的最北部分则称作佩赖海。波的尼亚湾的南部海盆为博滕海，而在其更南面则是奥兰海。芬兰湾将波罗的海同圣彼得堡相连。里加湾则位于拉脱维亚首都里加和爱沙尼亚的萨雷马岛之间。
北波罗的海位于斯德哥尔摩地区、芬兰西南部和爱沙尼亚之间，西部和东部哥得兰海盆是组成中波罗的海的主要部分。博恩霍姆海盆位于博恩霍爾姆島东侧，而较浅的阿尔科纳海盆则由博恩霍爾姆島延伸至丹麦的法尔斯特岛和西兰岛。
在南部，格但斯克湾位于波兰的赫尔半岛东侧和加里宁格勒州的桑比亚半岛西侧。波美拉尼亚湾位于乌瑟多姆岛和沃林岛的北侧，吕根岛的东侧。梅克伦堡湾和吕贝克湾位于法尔斯特岛和德国海岸之间。波罗的海的最西部分是基尔湾，而三条丹麦海峡——大贝尔特海峡、小贝尔特海峡和厄勒海峡则将波罗的海同北海的卡特加特湾和斯卡格拉克海峡连接起来。

### 岛屿和群岛

孤岩岛屿是波罗的海许多群岛的重要和传统组成部分，例如图中奥兰群岛的景观

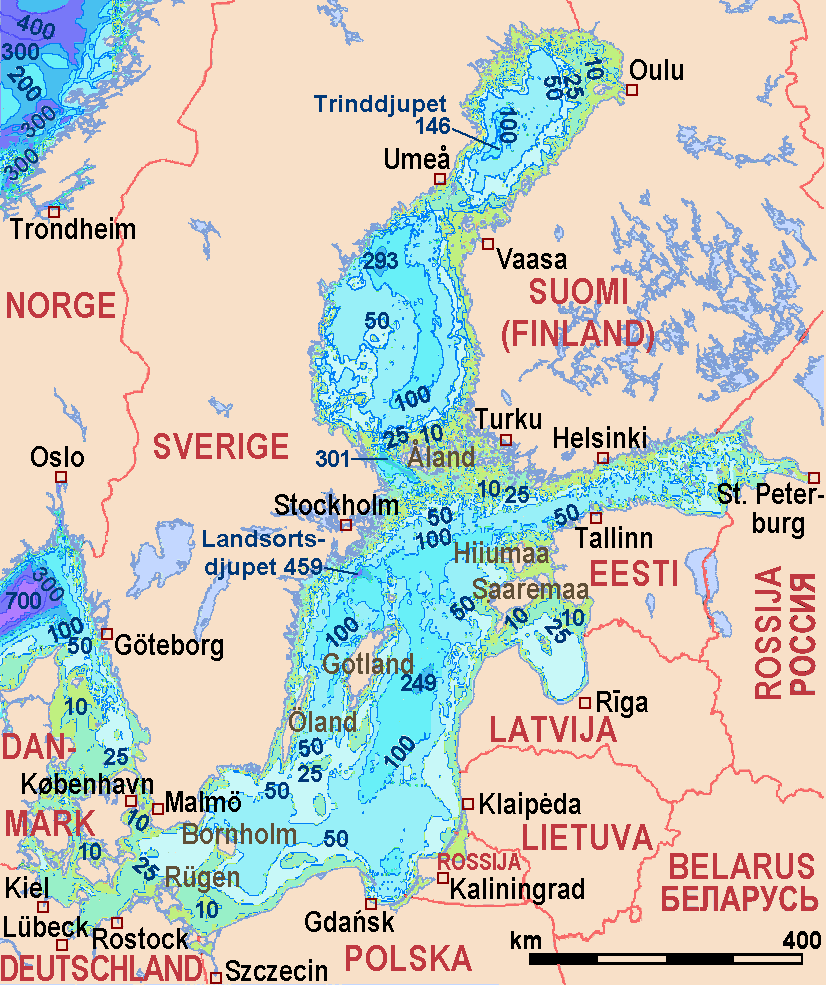
波罗的海測深學 (公尺)

- 奥兰群岛（芬兰，自治）
- 群岛海（芬兰）
  - 帕尔加斯
  - 纳古
  - 科尔波
  - 豪特谢尔
  - 库斯塔维
  - 基米托
- 布莱金厄群岛（瑞典）
- 博恩霍爾姆島，包括克里斯蒂安岛（丹麦）
- 法尔斯特岛（丹麦）
- 哥得兰岛（瑞典）
- 海卢奥托岛（芬兰）
- 科特林岛（俄罗斯）
- 朗厄兰岛（丹麦）
- 克瓦尔肯群岛，包括瓦尔斯群岛（英语：Valsörarna）（芬兰）
- 默恩岛（丹麦）
- 厄兰岛（瑞典）
- 吕根岛（德国）
- 斯德哥尔摩群岛（瑞典）
  - 韦尔德岛（瑞典）
- 乌瑟多姆岛或乌兹南岛（德国和波兰）
- 西爱沙尼亚群岛（爱沙尼亚）
  - 希乌马岛
  - 穆胡岛
  - 萨雷马岛
  - 沃尔姆西岛
- 沃林岛（波兰）
- 西兰岛（丹麦）

### 城市

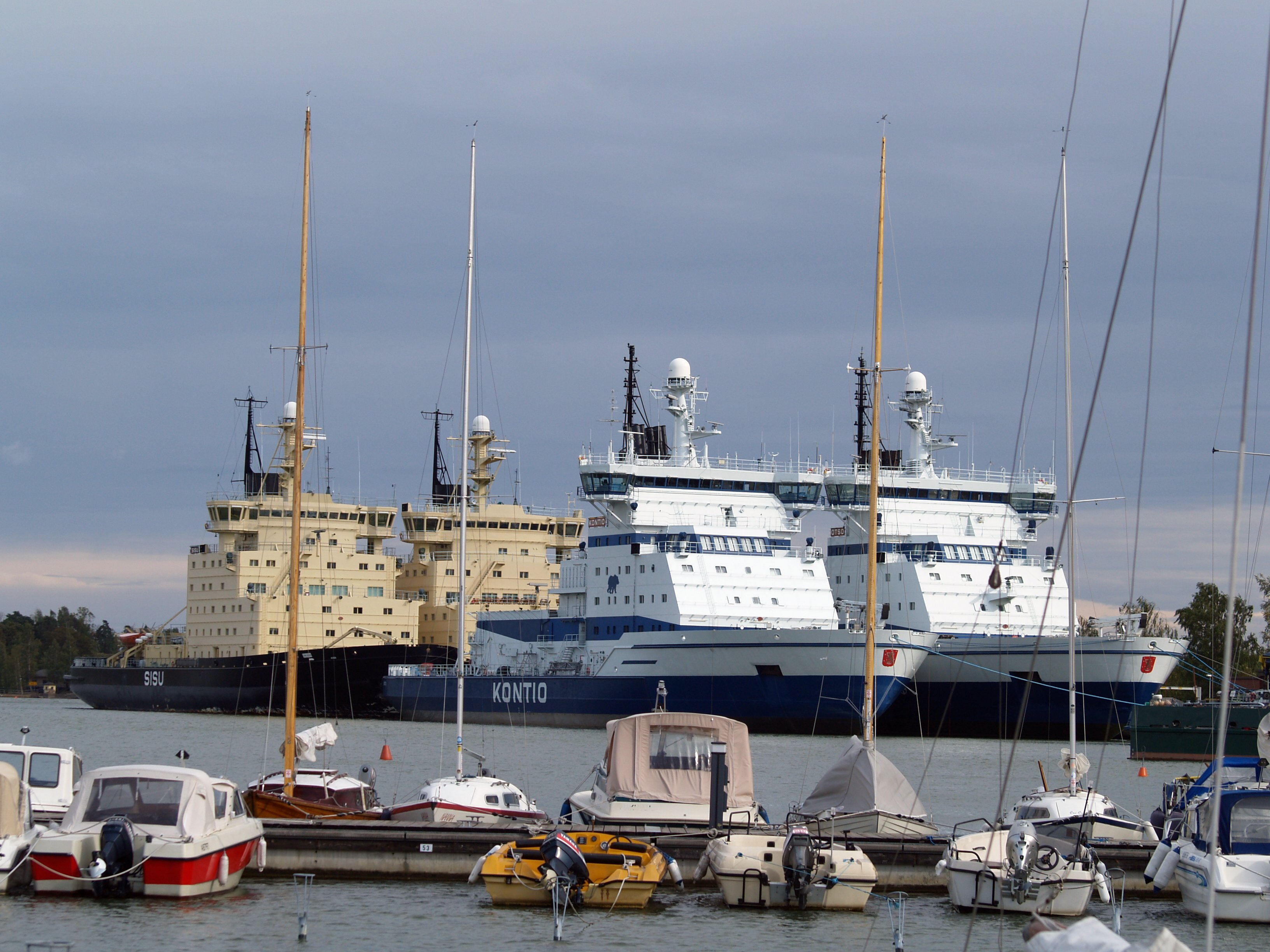
赫尔辛基港

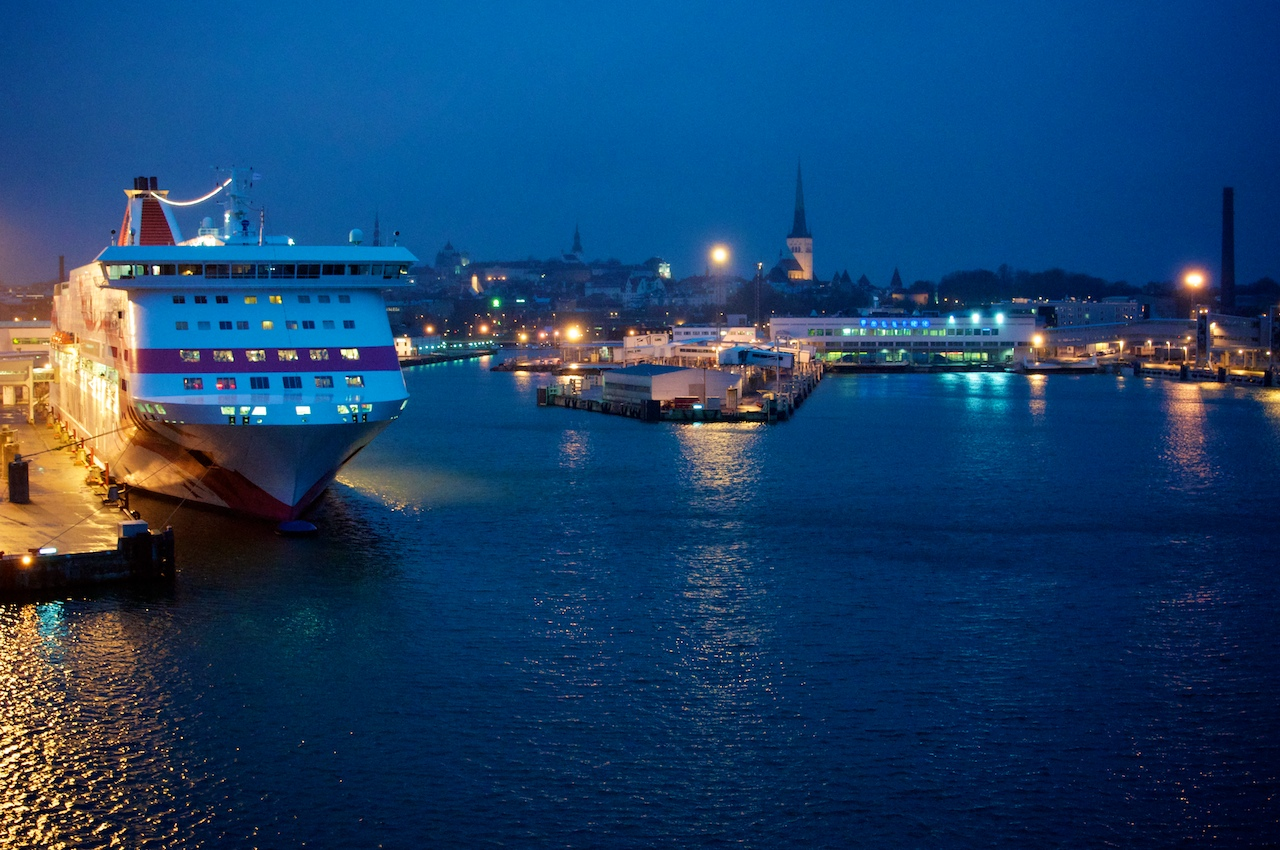
塔林港

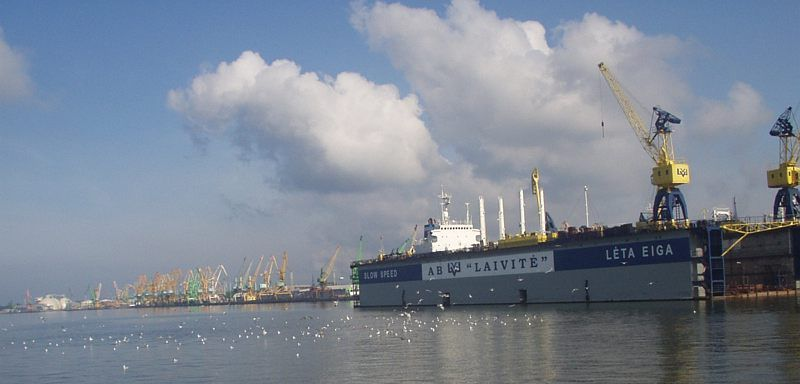
克莱佩达港

| 最大的沿海城市（以人口排列）： - 聖彼得堡（俄羅斯）4,700,000（都會圈面積 6,000,000） - 斯德哥爾摩（瑞典）798,898（都會圈面積 1,927,128） - 哥本哈根（丹麥）502,204（都會圈面積 1,823,109）（面向厄勒海峽） - 赫爾辛基（芬蘭）559,716（都會圈面積 1,200,000） - 格但斯克（波蘭）462,700（（波蘭三聯市）都會圈面積 1,041,000） - 里加（拉脫維亞）717,371（都會圈面積 885,000） - 斯塞新（波蘭）413,600（都會圈面積 674,000） - 塔林（愛沙尼亞）401,774 - 加里寧格勒（俄羅斯）400,000 - 馬爾默（瑞典）259,579（面向厄勒海峽） - 格丁尼亞（波蘭）255,600 - 基爾（德國）250,000 - 埃斯波（芬蘭）234,400（赫爾辛基都會圈的一部分） - 呂貝克（德國）216,100 - 羅斯托克（德國）212,700 - 克萊佩達（立陶宛）194,400 - 奧盧（芬蘭）191,050 - 圖爾庫（芬蘭）180,350 | 主要港口（但非大城市）： 爱沙尼亚： - 派爾努 44,568 - 馬爾杜 16,570 - 锡拉迈埃 16,567 芬兰： - 波里 76,000 - 科特卡 55,000 - 科科拉 46,809 - 楠塔利 18,789 - 瑪麗港 11,000 - 漢科 10,000 德国： - 弗伦斯堡 89,000 - 施特拉尔松德 58,000 - 格赖夫斯瓦尔德 55,000 - 维斯马 44,000 - 埃肯弗德 22,000 - 霍尔斯泰因地区诺伊斯塔特 16,000 - 沃尔加斯特 12,000 - 薩斯尼茨 10,000 拉脱维亚： - 利耶帕亞 85,000 - 文茨皮爾斯 44,000 立陶宛： - 帕兰加 15,000 波兰： - 科沃布热格 44,800 - 希維諾烏伊希切 50,000 - 波利采（港口位於奧得河河畔） 34,319 - 弗瓦迪斯瓦沃沃 15,000 - 达尔沃沃 14,000 俄罗斯： - 维堡 79,962 - 波羅的斯克 20,000 瑞典： - 北雪平 84,000 - 耶夫勒 69,000 - 特雷勒堡 26,000 - 卡尔斯港 19,000 |

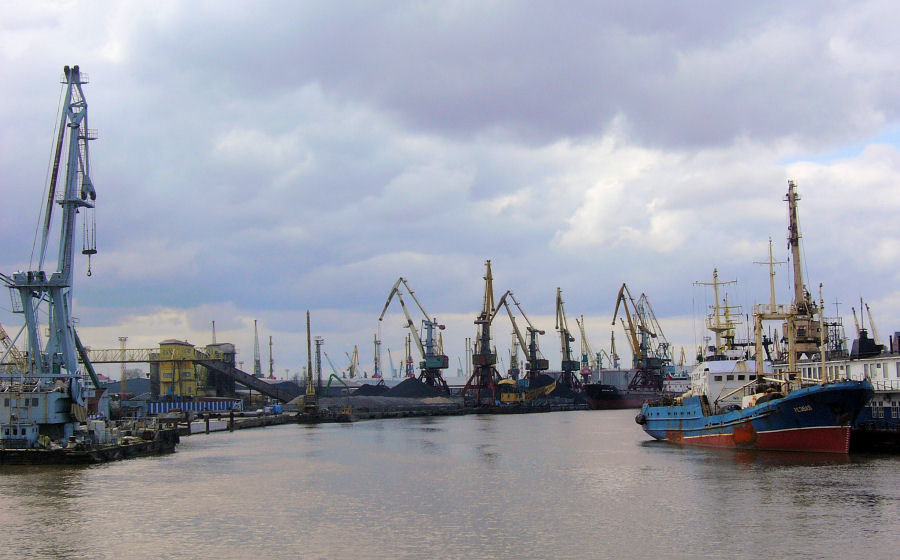
加里宁格勒港

## 赫爾辛基公約
赫爾辛基公約（Helsinki Convention）是由赫爾辛基委員會（Helsinki Commission） 所管理，並是史上第一個以整個海域的污染物為討論主題的公約。現在簽署了赫爾辛基公約的團體有丹麥、愛沙尼亞、歐洲經濟共同體、芬蘭、德國、拉脫維亞、立陶宛、波蘭、俄羅斯及瑞典。

### 1974年赫爾辛基公約
1974年3月22日簽訂的赫爾辛基公約由丹麥、芬蘭、東德、西德、波蘭人民共和國、瑞典及蘇聯七個波羅的海沿岸國家所簽訂，並在1980年5月3日正式生效。

### 1992年赫爾辛基公約

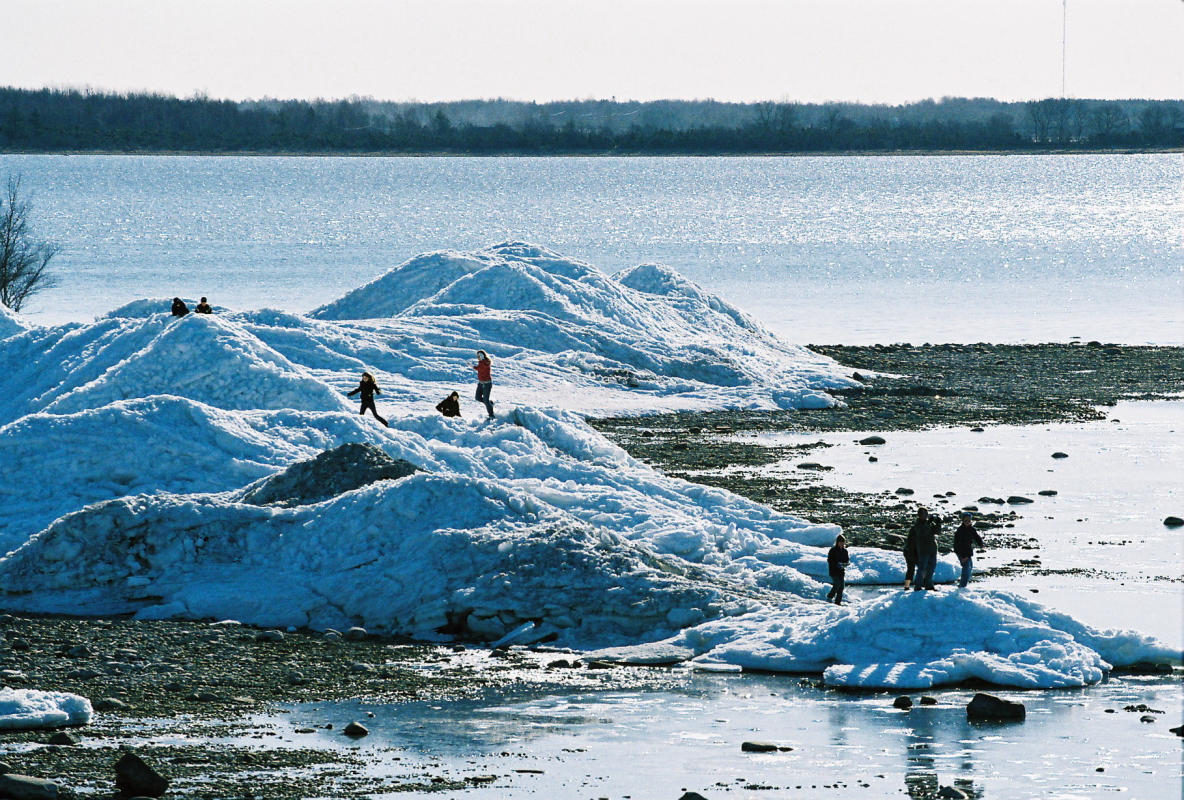
波羅的海海岸的冰

因為政治環境因素的轉變，與及國際環境和海洋法規的發展，赫爾辛基公約在1992年由以波羅的海為邊界的國家與及歐洲經濟共同體重新簽訂。此公約在2000年1月17日正式生效。它的範圍涵蓋了整個波羅的海，除了波羅的海海水本身外，更包括內陸水源和海床。它亦同時考慮到整個波羅的海的集水區，以減少來自陸地的污染。